# 295 a.C.
Il 295 a.C. (CCXCV a.C. in numeri romani) è un anno  del III secolo a.C.

## Eventi
- Roma
  - Consoli Quinto Fabio Massimo Rulliano V e Publio Decio Mure IV
  - nella battaglia di Sentino, i Romani sconfiggono i Sanniti e i loro alleati Etruschi, Galli Senoni e Umbri
  - 13 aprile - Roma: consacrazione del tempio di Giove Vittorioso.
  - 19 agosto - Roma: consacrazione del tempio di Venere Obsequens.
- Atene si arrende a Demetrio Poliorcete.
- Tolomeo I d'Egitto inizia la riconquista di Cipro.
- Seleuco I conquista la Cilicia.
- Lisimaco conquista la Ionia.
- Pirro conquista l'isola di Corfù,

## Nati
- Apollonio Rodio, poeta greco antico († 215 a.C.)
- Tolomeo, militare greco antico († 272 a.C.)

## Morti
- Publio Decio Mure, politico e militare romano
- Diocle, medico greco antico
- Gellio Egnazio, condottiero sannita
- Menedemo di Crotone, greco antico
- Tessalonica di Macedonia (n. 342 a.C.)